# Cyclopropancarbonsäure
Cyclopropancarbonsäure ist das kleinste Cycloalkan, das eine Carboxygruppe trägt, die direkt mit der Cyclopropylgruppe verknüpft ist. Die Verbindung ist Ausgangsstoff für pharmazeutische Wirkstoffe, Pestizide und Aromastoffe.

## Natürliche Vorkommen und Herstellung
Das Strukturelement der (3-Alkenyl-2,2-dimethyl-substiutierten)-Cyclopropancarbonsäure findet sich in den natürlich vorkommenden insektiziden Pyrethrinen und den daraus abgeleiteten synthetischen Pyrethroiden, sowie in der nichtproteinogenen Aminosäure Aminocyclopropancarbonsäure.
Die chemische Synthese der Cyclopropancarbonsäure erfolgt durch vollständige Hydrolyse der Nitrilgruppe des Cyclopropancarbonitrils mit Schwefelsäure über die Zwischenstufe des Carbonsäureamids oder biochemisch mit Enzymzubereitungen aus Rhodococcus-Stämmen und liefert das Zielprodukt in 74 bis 79 %iger bzw. ca. 90%iger Ausbeute.
Bei der Luftoxidation von Cyclopropancarbaldehyd werden Ausbeuten von Cyclopropancarbonsäure bis 92 % erzielt.

## Eigenschaften
Cyclopropancarbonsäure ist eine organische Carbonsäure mit stechendem Geruch und einer mit der linearen C3-Säure Propionsäure (pKs = 4,87) fast identischen Acidität. In wässriger Lösung (10 g·l−1 bei 22 °C) beträgt ihr pH-Wert 3. Die Verbindung löst sich in Alkoholen und in den meisten organischen Lösungsmitteln.

## Anwendungen
Unter Druck (45 bar) und hohen Temperaturen (240 °C) wird aus Cyclopropancarbonsäure und Ammoniak Cyclopropancarboxamid in 90 %iger Ausbeute gebildet.
Cyclopropylamin ist durch Reaktion von Cyclopropancarbonsäure mit Phosphortrichlorid zum Cyclopropancarbonylchlorid, dessen Amidierung mit Ammoniak zum Cyclopropancarboxamid und weitere Hofmann-Umlagerung mit Brom und Natronlauge (unter Bildung von Natriumhypobromit) in 82 %iger Ausbeute zugänglich.
Der durch Veresterung von Cyclopropancarbonsäure mit Ethanol in 98 %iger Ausbeute erhältliche Ethylester Ethylcyclopropancarboxylat ist Ausgangsstoff in der mehrstufigen Synthese des Antipsychotikums Pimozid.
Höhere Ester der Cyclopropancarbonsäure eignen sich als Riechstoffe und Aromen, wie z. B. der cis-3-Hexenolester, dem ein ausgeprägtes „Regenwald“-Aroma zugeschrieben wird.
Die Umsetzung des Cyclopropylcarbonsäureethylesters mit Toluol unter Friedel-Crafts-Acylierungsbedingungen liefert 2-Methyl-1-indanon in 93 %iger Ausbeute,
einer Zwischenstufe für die ringerweiternde Synthese (mittels Umsetzung mit n-Butylnitrit) von Isochinolonen (auch als Isocarbostyrile bezeichnet), deren Grundgerüst sich in einigen Alkaloiden wiederfindet.
Bei der Hydrierung von Cyclopropancarbonsäureethylester an einem Zinkoxid-Kontakt entsteht Cyclopropylmethanol in fast quantitativer Ausbeute, das in einer Eintopfreaktion mit Salzsäure unter Ringerweiterung zum Cyclobutanol umgelagert und anschließend mit Chrom(VI)-oxid mit Ausbeuten von ca. 35 % zum Cyclobutanon oxidiert werden kann.
Dieser Syntheseweg scheint einen günstigen und einfachen Zugang zu Cyclobutanon zu bieten.
Das mit Thionylchlorid aus Cyclopropancarbonsäure erhältliche Cyclopropancarbonylchlorid findet Verwendung in der Synthese des Opioid-Analgetikums Buprenorphin, des Opioidantagonisten Naltrexon und des Benzodiazepins Prazepam. Es ist außerdem ein Baustein für die Herbizide Cyprazol, Cypromid und Cyclosulfamuron und das Fungizid Cyprofuram.